# Décembre 1974

## Évènements
- Au Nicaragua, l'opposition fonde une Union démocratique de libération (Unión Democrática de Liberación, UDEL). Le Front sandiniste de libération nationale (FSLN), actif depuis 1961, réalise une spectaculaire prise d’otages qui relance ses activités. L’Église catholique critique les exactions des militaires. L'opposition au régime est générale, mais reste divisée quant à la stratégie à adopter : négociation avec Somoza (États-Unis et UDEL) ou abattre le régime (FSLN). Le FSLN lui-même est divisé en trois tendances.
- Amendement Jackson-Vanik liant l'octroi de la clause de la nation la plus favorisée à l'Union soviétique à une libéralisation de sa politique d’immigration des Juifs soviétiques. L'URSS refuse l’accord commercial de 1972 ainsi modifié.

- 1er décembre (Rallye automobile) : arrivée du Tour de Corse.

- 4 décembre :
  - France : Jean-Paul Sartre rend visite à Andreas Baader, chef de la Fraction armée rouge, dans sa prison de Stuttgart.
  - Arrêt Van Duyn.

- 5 décembre, France : seconde loi Neuwirth. La pilule contraceptive est accessible aux mineures sans autorisation parentale et remboursée par la sécurité sociale. De nombreux centres de planning familial sont ouverts.

- 5 - 10 décembre : les funérailles du secrétaire général des Nations unies U Thant sont l'occasion de manifestations antigouvernementales en Birmanie.

- 8 décembre : référendum pour le maintien de la république en Grèce

- 9 décembre : 
  - Plan de redéploiement économique au Japon, lancé par le nouveau premier ministre Takeo Miki.
  - Les États-membres de la CEE décident de la création du Conseil européen, à l'initiative du président Giscard d'Estaing, et proposent de faire élire le Parlement européen au suffrage universel direct.

- 13 décembre : Malte devient une république.

- 15 décembre, France : Jacques Chirac prend le contrôle de l'UDR.

- 18 décembre : l'URSS reçoit la clause de la nation la plus favorisée.

- 20 décembre, France : vote de la loi Veil sur l'interruption volontaire de grossesse (avortement ou IVG).

- 22 décembre, France : Consultation de 1974 concernant l'autodétermination du territoire des Comores

- 25 décembre : Paul VI déclare que 1975 sera une Année sainte placée sous le signe de la réconciliation.

- 27 décembre, France : un coup de grisou dans la veine de charbon 6 sillons de la fosse 3 dite Saint-Amé fait 42 victimes à Liévin et marque la fermeture du site. C'était un puits de la Compagnie des mines de Lens.

- 30 décembre : réforme agraire[1] et plan national de développement économique au Honduras, qui prévoit la participation active de l'État. Le plan bénéficie du soutien des organisations syndicales, mais les secteurs patronaux critiquent l'interventionnisme de l'État qui se concrétise par la création le 9 juillet[2] de la Corporation nationale d'investissements (Corporación Nacional de Inversiones, CONADI).

## Naissances
- 3 décembre : 
  - Marie Drucker, journaliste française.
  - Farnaz Ghazizadeh, journaliste et animatrice de télévision iranienne.
- 5 décembre: Abraham de Amézaga, journaliste et conférencier espagnol.
- 8 décembre : Maya Mishalska, actrice mexicaine d'origine polonaise.
- 11 décembre : Rey Mysterio (Oscar Gutiérrez Rubio), catcheur américain d'origine mexicaine à la division Smackdown de la WWE.
- 18 décembre : 
  - Mazarine Pingeot, écrivaine française.
  - Yaya Dillo, Homme politique tchadien († 28 février 2024).
- 26 décembre : Antonia de Rendinger, humoriste et comédienne française.
- 28 décembre : Kouame Koffi Athanase, notaire et homme politique ivoirien.
- 29 décembre : Evgeny Tarelkin, cosmonaute russe.
- 31 décembre : Laurine Rousselet est une poétesse d'expression française née à Dreux

## Décès
- 1er décembre : Henri Derringer, résistant et officier de carrière française d'origine allemande (° 13 février 1905).
- 3 décembre : Maurice Toussaint, peintre, dessinateur et illustrateur français (° 5 septembre 1882).